# Deraeocoris madisonensis
Deraeocoris madisonensis är en insektsart som beskrevs av Akingbohungbe 1972. Deraeocoris madisonensis ingår i släktet Deraeocoris och familjen ängsskinnbaggar. Inga underarter finns listade i Catalogue of Life.